# Vittorio Macchioro
Vittorio Machhioro, né à Trieste le 29 novembre 1880 et mort  à Rome le 27 novembre 1958, est un universitaire et un archéologue italien.
Occupant la chaire d'archéologie à l'université de Naples - Frédéric-II, Macchioro se spécialise dans l'étude des rites orphiques de la Grèce antique, mais il conduit également, dans les années 1930, des chantiers de fouilles en Frioul-Vénétie Julienne.
Ses origines géographiques le font soupçonner d'être un espion à la solde de l'Autriche pendant la Première Guerre mondiale. En outre, né dans une famille de confession juive, il voit pour cette raison sa carrière interrompue en 1938 (lois raciales fascistes) puis pendant la Seconde Guerre mondiale.

## Biographie
Vitorio Macchioro naît le 29 novembre 1880 à Trieste ; son père, Davide, est un commerçant séfarade originaire de Split. Il étudie les lettres anciennes et l'archéologie à l'université de Bologne. En 1904 il obtient son doctorat en Histoire antique après une thèse sur l'Empire romain sous la dynastie des Sévères qui est publiée deux ans plus tard.
Son diplôme obtenu, il enseigne dans un lycée privé de Camerino et devient, en 1907, conservateur des musées civiques de Pavie. En 1909, il obtient d'être muté au musée archéologique national de Naples où il réalise un important travail d'inventaire et de classification des céramiques grecques. En 1913, il devient titulaire de la chaire d'archéologie à l'université de Naples - Frédéric-II.
Pendant la Première Guerre mondiale, ses origines triestines et ses rapports professionnels avec des universitaires autrichiens lui valent d'être suspecté à tort d'espionnage au profit de l'Autriche et la préfecture de Naples l'inclut dans une « liste de suspects soumis à une étroite surveillance ». Malgré les preuves qu'il fournit, il a le plus grand mal à faire reconnaître son innocence et ce n'est qu'en 1919 qu'il retrouve un poste à Naples. C'est à ce moment qu'il commence à s'intéresser plus particulièrement aux rites funéraires de la Grèce antique, notamment chez les orphiques, développant son attirance pour la mystique . Au cours des années 1920, il poursuit ses travaux dans cette voie, entretenant notamment des relations suivies avec le roumain Mircea Eliade.

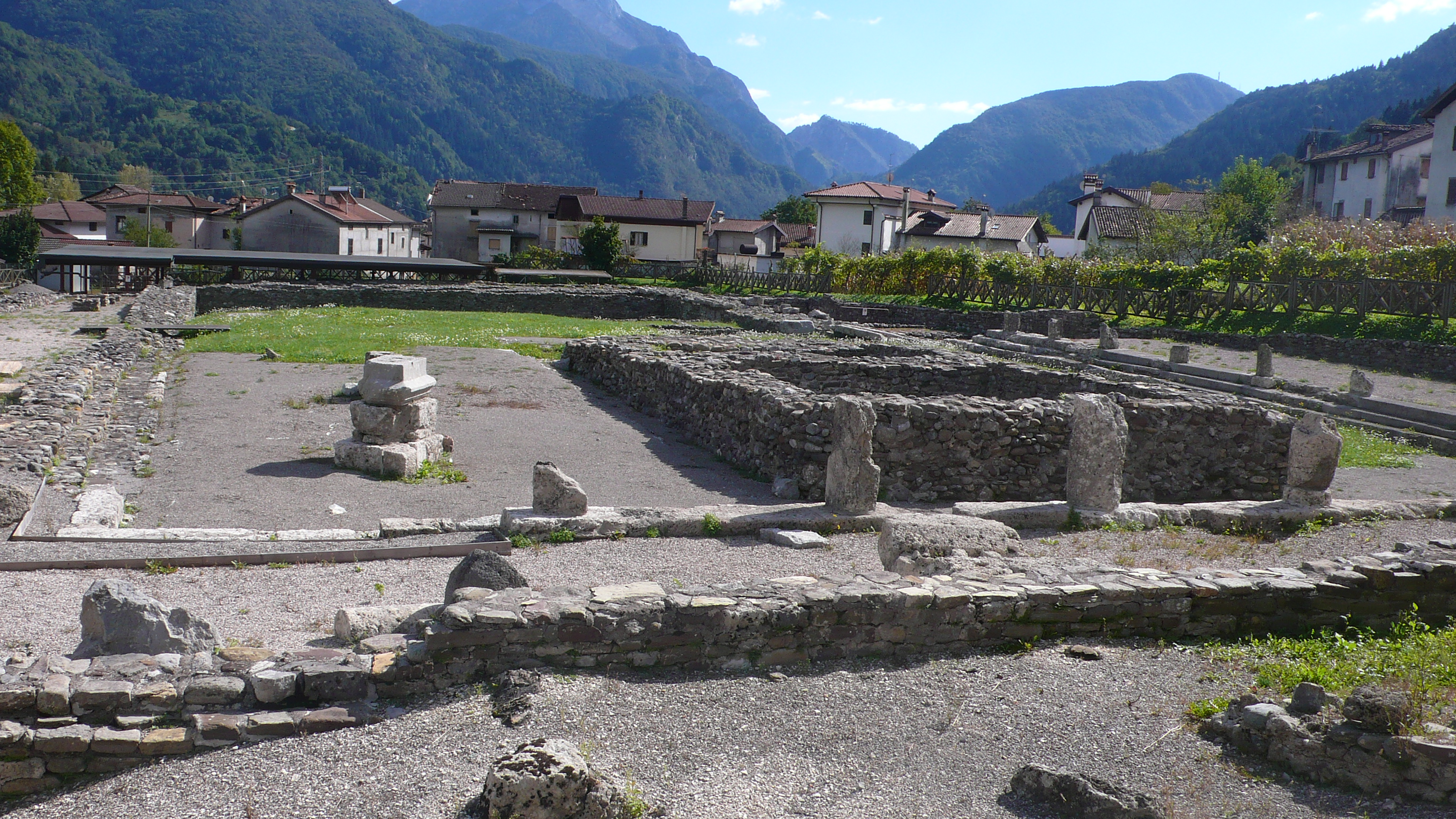
Le forum de Zuglio.

Au début des années 1930, il se rapproche des thèses nationalistes italiennes et, dans le cadre de la politique de Mussolini, conduit une mission culturelle en Inde de 1933 à 1935 puis dirige des fouilles à Trieste (théâtre) sous la supervision de Bruno Molajoli ainsi qu'à Zuglio (forum). Cependant, la proclamation des lois raciales fascistes en 1938 — issu d'une famille de confession juive, il se convertit au catholicisme puis au protestantisme avant de revenir au catholicsme — le contraint à cesser ses activités scientifiques ; il se consacre dès lors exclusivement à l'écriture.
De juin à octobre 1940 il est interné dans un camp à Urbisaglia (Marches) puis il est réintégré à la surintendance archéologique de Rome en 1946 avant de prendre sa retraite l'année suivante. Avant et après la Seconde Guerre mondiale, il collabore occasionnellement à L'Osservatore Romano et publie des romans sous le pseudonyme de « Benedetto Gioia », en opposition à Benedetto Croce.
Atteint de démence, Vittorio Macchioro meurt à Rome le 27 novembre 1958.

## Principales publications
- (it) Odi e Sonetti, Bologne, Beltrami, 1904, 58 p. (lire en ligne).
- (it) « L'impero romano nell'età dei Severi », Rivista di storia antica,‎ 1906, p. 201-327.
- (it) Ceramica sardo-fenicia nel Museo civico di Pavia, Premiata tipografia della Società Pavese di Storia Patria, 1908, 23 p.
- (it) Roma capta; saggio intorno alla religione romana, Giuseppe Principato, 1928, 260 p.
- (it) Zagreus: studi intorno all'orfismo, Vallecchi, 1930, 626 p.
- (it) « Le statue del teatro romano di Trieste », Rivista della città di Trieste,‎ 1938, p. 3-11 ;
- (it) La Grande Luce  (sous le pseudonyme de Benedetto Gioia), Istituto Missionario Pia Società San Paolo, 1939.